# Seznam kubanskih poslovnežev
Seznam kubanskih poslovnežev.

## A
- Alex Aguila

## B
- Jeff Bezos

## G
- Robert C. Goizueta
- Nelson Gonzalez
- Carlos Gutierrez

## V
- Alberto Vilar